# Georgia Groome
Georgia Groome (Nottingham, 11 de fevereiro de 1992) é uma atriz inglesa, mais conhecida pelo filme Angus, Thongs and Perfect Snogging. 

## Biografia
Georgia Groome foi um dos oito jovens aventureiros em Serious Amazon em 2006 para CBBC. Em 2008, Georgia Groome estrelou o filme Angus, Thongs and Perfect Snogging como Georgia Nicolson.
Em 2009, ela fez sua estreia em Tusk Tusk, uma nova peça de Polly Stenham no Royal Court Theatre, em Londres.
Groome faz parte da ITV Junior Workshop em Nottingham, agora chamado de The Television Workshop. Em 2006, ela estava frequentando Trent College. A irmã mais nova de Groome, Éden, fez uma aparição no filme London to Brighton e também apareceu junto com a irmã em The Cottage.
Atualmente faz um programa da HBO MAX.

### Vida pessoal
Groome atualmente reside em Nottingham, tem um gato chamado Betty e um cachorro chamado Max.
Desde agosto de 2011 namora com o ator Rupert Grint. Em abril de 2020 anunciou que estava esperando o primeiro filho do casal.

## Carreira
- 2006: London to Brighton - Joanne
- 2007: My Mother - Millie
- 2008: The Disappeared - Sophie Pryor
- 2008: Angus, Thongs and Perfect Snogging - Georgia Nicolson
- 2008: The Cottage
- 2009: Leaving Eva - Kiera
- 2010: The True Meaning of Love - Alice
- 2011: Uma Família Fantasma - Winifred
- 2012: Papadopoulos & Sons - Katie Papadopoulos